# 1 Decembrie
1 Decembrie (jelentése: December 1.) község és falu Ilfov megyében, Munténiában, Romániában.

## Fekvése
A megye déli részén található, a megyeszékhelytől, Bukaresttől, tizennyolc kilométerre délre, az Argeș folyó bal és a Sabar folyó jobb partján.

## Története
A települést a történelem folyamán többször átnevezték. Eredeti neve Copăcenii de Sus Copăceni-Carada járáson belül. A 19. század végén önálló község volt Ilfov megye Sabarul járásában, összesen 1312 lakossal. A községnek volt egy iskolája valamint egy temploma. A vidék ekkori legnagyobb földesura Gheorghe Em. Filipescu volt. Az elkövetkező években Copăcenii de Sus elveszítette községi státuszát és Copăcenii-Mogoșești község része lett, Ilfov megye Vidra járásában. 1931-től I. Ferdinánd román király emlékére Regele Ferdinand néven ismét önálló község lett.
A kommunista hatalomátvétel után új neve 30 Decembrie lett, I. Mihály román király 1947-es trónfosztásának emlékéül. 1950-ben a Bukaresti régió Vidra rajonjának a része lett, majd 1960-ban a Giurgiui rajonhoz csatolták. 1968-ban ismét megyerendszert vezettek be az országban, a község az újból létrehozott Ilfov megye része lett. 1981-től Giurgiu megyéhez tartozott. Hamarosan az Ilfovi Mezőgazdasági Szektorhoz csatolták, egészen 1998-ig, amikor ismét létrehozták Ilfov megyét.
Neve 1989-től politikailag ismét vállalhatatlanná vált, miután a kommunista rezsim összeomlott. Ekkor kapta mai nevét, amely Románia és Erdély 1918-ban történt egyesülésének dátuma.
2005-ben Copăceni kivált az irányítása alól és önálló községi címet kapott.

## Lakossága
Népessége 2002-ben 9436, 2011-ben 7817 fő (17,2%-os csökkenés).
| Nemzetiség | 2002 | 2002   |
| ---------- | ---- | ------ |
| Románok    | 9067 | 96,08% |
| Romák      | 363  | 3,84%  |
| Németek    | 2    | 0,02%  |
| Magyarok   | 1    | 0,01%  |
| Lipovánok  | 1    | 0,01%  |
| Tatárok    | 1    | 0,01%  |
| Horvátok   | 1    | 0,01%  |
| Összesen   | 9436 | 100,0% |